# Bolszoj Dor (rejon griazowiecki)
Bolszoj Dor (ros. Большой Дор) – wieś w Rosji, w rejonie grazowieckim obwódu wołogodzkiego. W 2002 liczyła 10 mieszkańców, z kolei w 2010 populacja miejscowości wynosiła 7 osób.